# Młodzieżowe Indywidualne Mistrzostwa Polski na Żużlu 2011
Młodzieżowe Indywidualne Mistrzostwa Polski na Żużlu 2011 – zawody żużlowe, mające na celu wyłonienie medalistów młodzieżowych indywidualnych mistrzostw Polski w sezonie 2011. Rozegrano dwa turnieje półfinałowe oraz finał, w którym zwyciężył Piotr Pawlicki.

## Finał
- Gorzów Wielkopolski, 2 września 2011
- Sędzia: Ryszard Bryła

| Msc. | Zawodnik             | Klub         | Pkt |             |  |
| ---- | -------------------- | ------------ | --- | ----------- |  |
| 1    | Piotr Pawlicki       | Piła         | 14  | (3,3,3,3,2) |  |
| 2    | Bartosz Zmarzlik     | Gorzów Wlkp. | 13  | (2,3,3,2,3) |  |
| 3    | Patryk Dudek         | Zielona Góra | 11  | (0,3,3,2,3) |  |
| 4    | Tobiasz Musielak     | Leszno       | 10  | (3,2,u,2,3) |  |
| 5    | Szymon Woźniak       | Bydgoszcz    | 9   | (1,2,1,3,2) |  |
| 6    | Przemysław Pawlicki  | Piła         | 8   | (2,w,3,3,t) |  |
| 7    | Dawid Lampart        | Rzeszów      | 8   | (3,2,2,1,0) |  |
| 8    | Patryk Malitowski    | Wrocław      | 8   | (1,2,1,1,3) |  |
| 9    | Kacper Rogowski      | Zielona Góra | 8   | (3,1,2,1,1) |  |
| 10   | Maciej Janowski      | Wrocław      | 8   | (2,1,2,1,2) |  |
| 11   | Emil Pulczyński      | Toruń        | 6   | (1,0,2,3,0) |  |
| 12   | Mikołaj Curyło       | Bydgoszcz    | 5   | (2,3,w,0,–) |  |
| 13   | Damian Sperz         | Gdańsk       | 4   | (1,w,1,2,0) |  |
| 14   | Marcin Bubel         | Częstochowa  | 3   | (0,1,d,0,2) |  |
| 15   | Adam Strzelec        | Zielona Góra | 2   | (0,0,1,0,1) |  |
| 16   | rez. Damian Adamczak | Bydgoszcz    | 2   | (0,1,1)     |  |
| 17   | Adrian Osmólski      | Łódź         | 1   | (d,1,0,0,0) |  |
|      | rez. Artur Czaja     | Częstochowa  | ns  |             |  |

Bieg po biegu:
1. Lampart, Curyło, Pulczyński, Bubel
2. Musielak, Zmarzlik, Malitowski, Dudek
3. Rogowski, Janowski, Sperz, Osmólski (d/start)
4. Piotr Pawlicki, Przemysław Pawlicki, Woźniak, Strzelec
5. Piotr Pawlicki, Musielak, Rogowski, Pulczyński
6. Zmarzlik, Lampart, Janowski, Strzelec
7. Curyło, Malitowski, Osmólski, Przemysław Pawlicki (w/su)
8. Dudek, Woźniak, Bubel, Adamczak (Sperz - w/2min)
9. Zmarzlik, Pulczyński, Woźniak, Osmólski
10. Przemysław Pawlicki, Lampart, Sperz, Musielak (u3)
11. Dudek, Rogowski, Strzelec, Curyło (w/su)
12. Piotr Pawlicki, Janowski, Malitowski, Bubel (d4)
13. Pulczyński, Sperz, Malitowski, Strzelec
14. Piotr Pawlicki, Dudek, Lampart, Osmólski
15. Woźniak, Musielak, Janowski, Curyło
16. Przemysław Pawlicki, Zmarzlik, Rogowski, Bubel
17. Dudek, Janowski, Adamczak (Przemysław Pawlicki - t), Pulczyński
18. Malitowski, Woźniak, Rogowski, Lampart
19. Zmarzlik, Piotr Pawlicki, Adamczak, Sperz
20. Musielak, Bubel, Strzelec, Osmólski